# Journal of the European Economic Association
Le Journal of the European Economic Association est une revue académique en économie créée en 2003 et éditée par Wiley-Blackwell pour la European Economic Association.